# Bajorrelieve

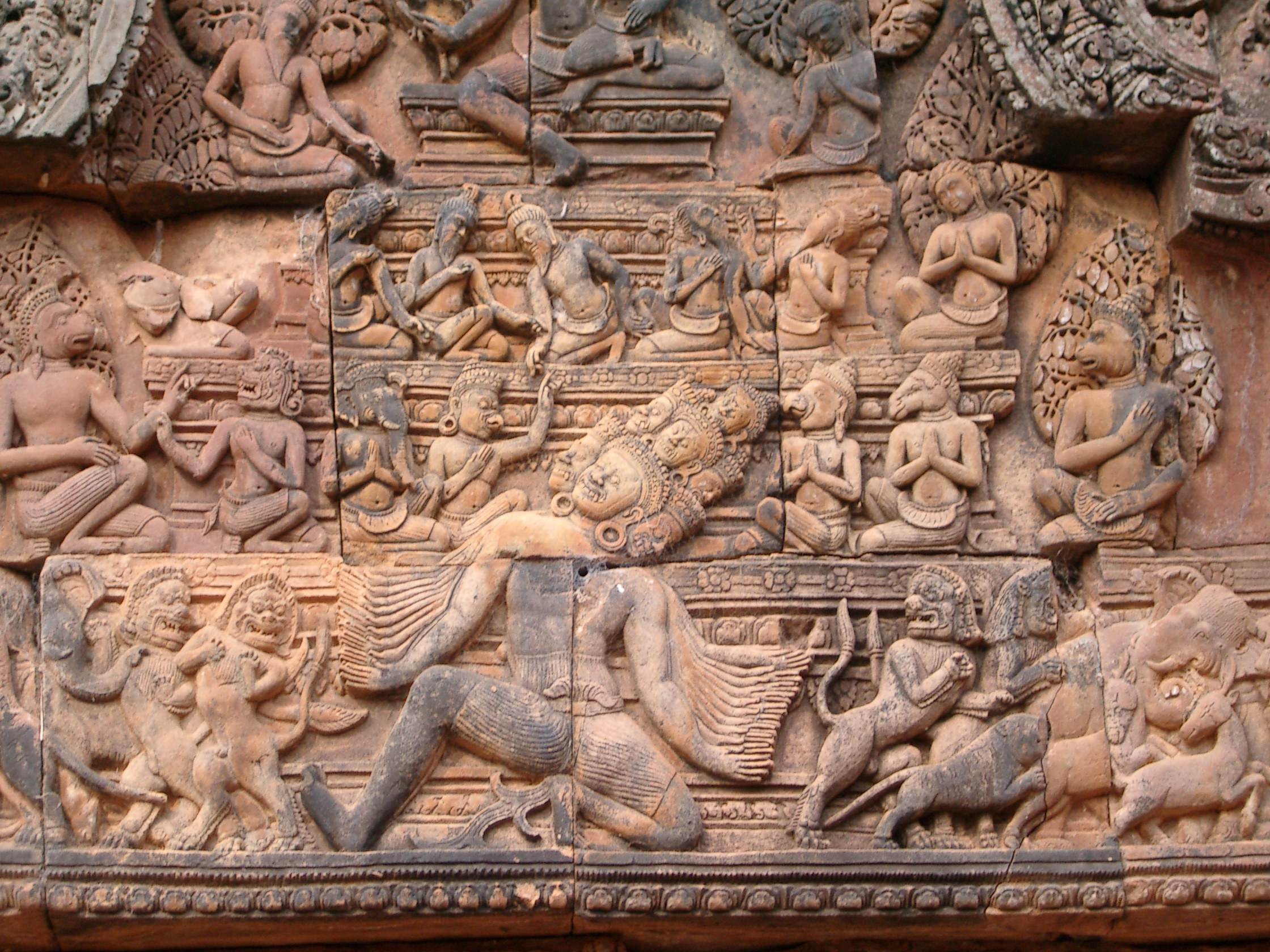
Relieve en el templo de Banteay Srei en Angkor, Camboya.

El bajorrelieve (también bajo relieve) es una técnica escultórica para confeccionar imágenes o inscripciones en los muros que se consigue remarcando los bordes del dibujo, rebajando el muro y tallando las figuras que sobresalen ligeramente del fondo, con lo que se obtiene un efecto tridimensional.
Esta técnica fue concebida y profusamente utilizada con maestría en el Antiguo Egipto, donde, una vez erigidos los muros y pilonos de los templos, un experto artista, buen conocedor del canon de perfil y de las proporciones sacras, procedía a dibujar el perímetro de las figuras y los rasgos principales, incluso los jeroglíficos que describían la escena; una vez rebajado el contorno y tallado el interior de las figuras, se pintaba todo el conjunto en vivos colores.
El bajorrelieve también es una técnica fotográfica que consiste en copiar, mediante ampliación o por contacto, la imagen en positivo y la imagen en negativo de un mismo tema, ligeramente descentrados, para obtener una imagen con una línea de borde, similar a un bajorrelieve iluminado lateralmente. También se denomina bajorrelieve a las formas o figuras que resaltan levemente del plano general, talladas en tablas de madera o realizadas en los trabajos de troquelado en monedas.

## Grados de relieve
Según cuánto resaltan respecto a la superficie circundante, las figuras, formas y composiciones talladas en relieve suelen clasificarse en:
- relieve hundido, si la figura esculpida no sobresale del entorno, sino que únicamente se perfila su contorno;
- bajorrelieve, si apenas sobresalen del entorno;
- mediorrelieve, cuando sobresalen aproximadamente la mitad de su volumen;
- altorrelieve, cuando las figuras sobresalen más de la mitad;
- bulto redondo y medio bulto, cuando se representa totalmente o casi totalmente la proporción natural.

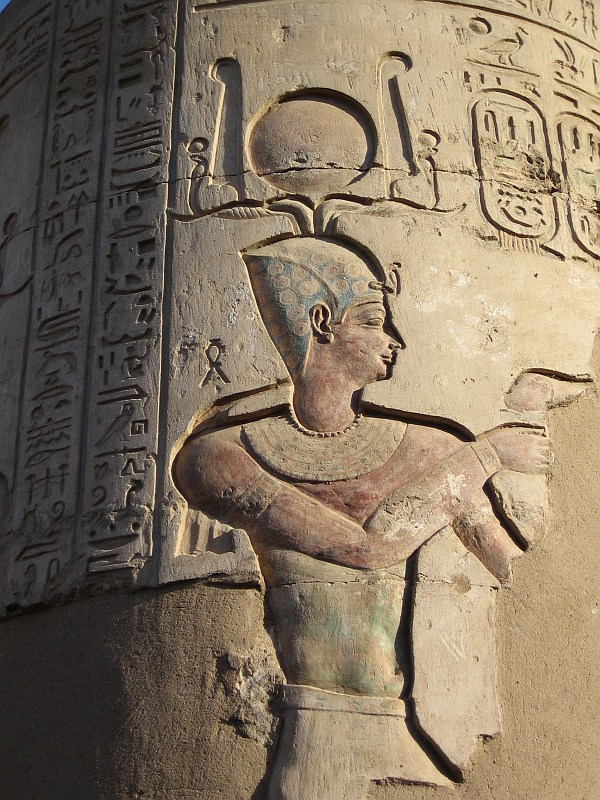
Relieve hundido: templo de Kom Ombo (Egipto)
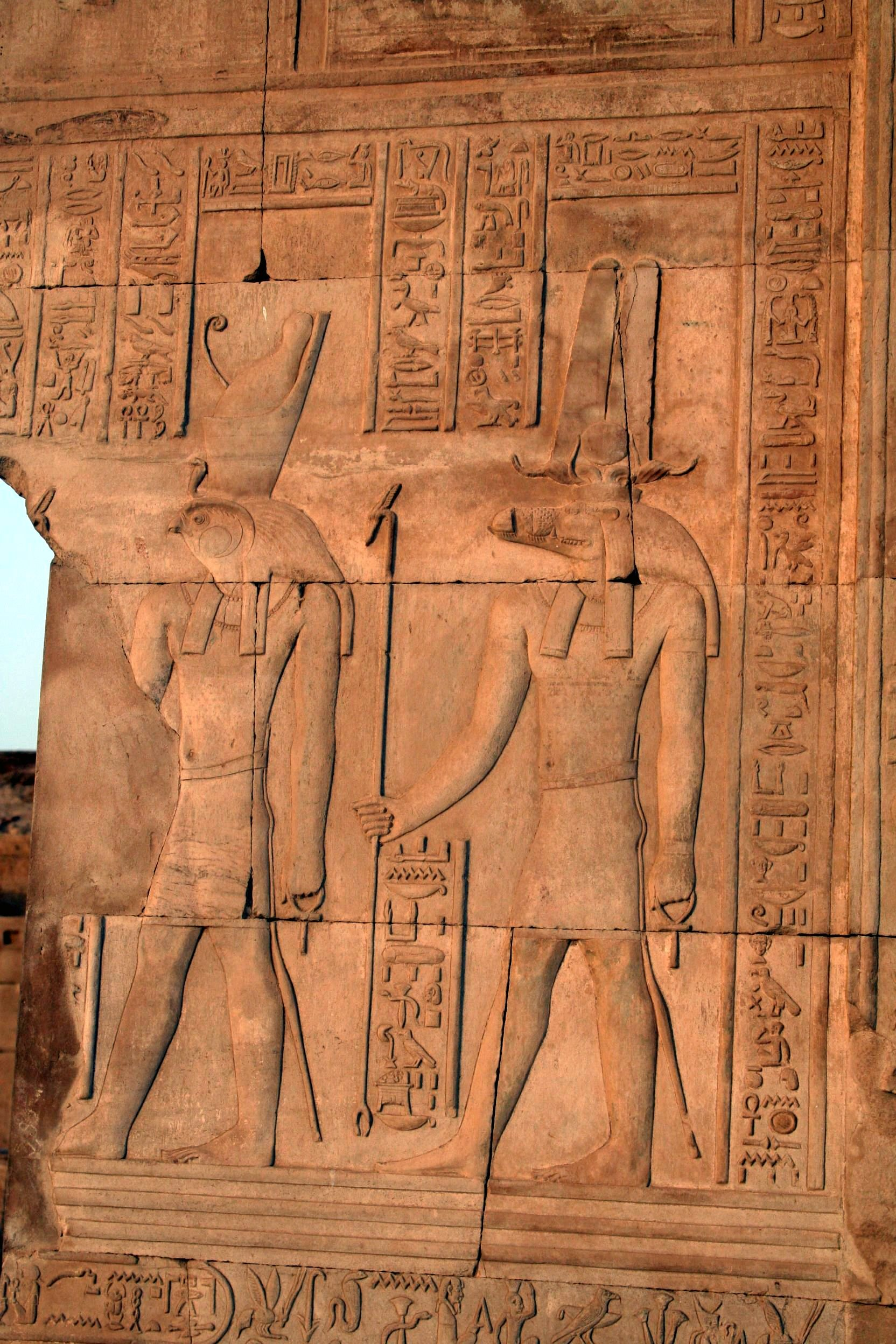
Bajorrelieve: Horus y Sobek en Kom Ombo.
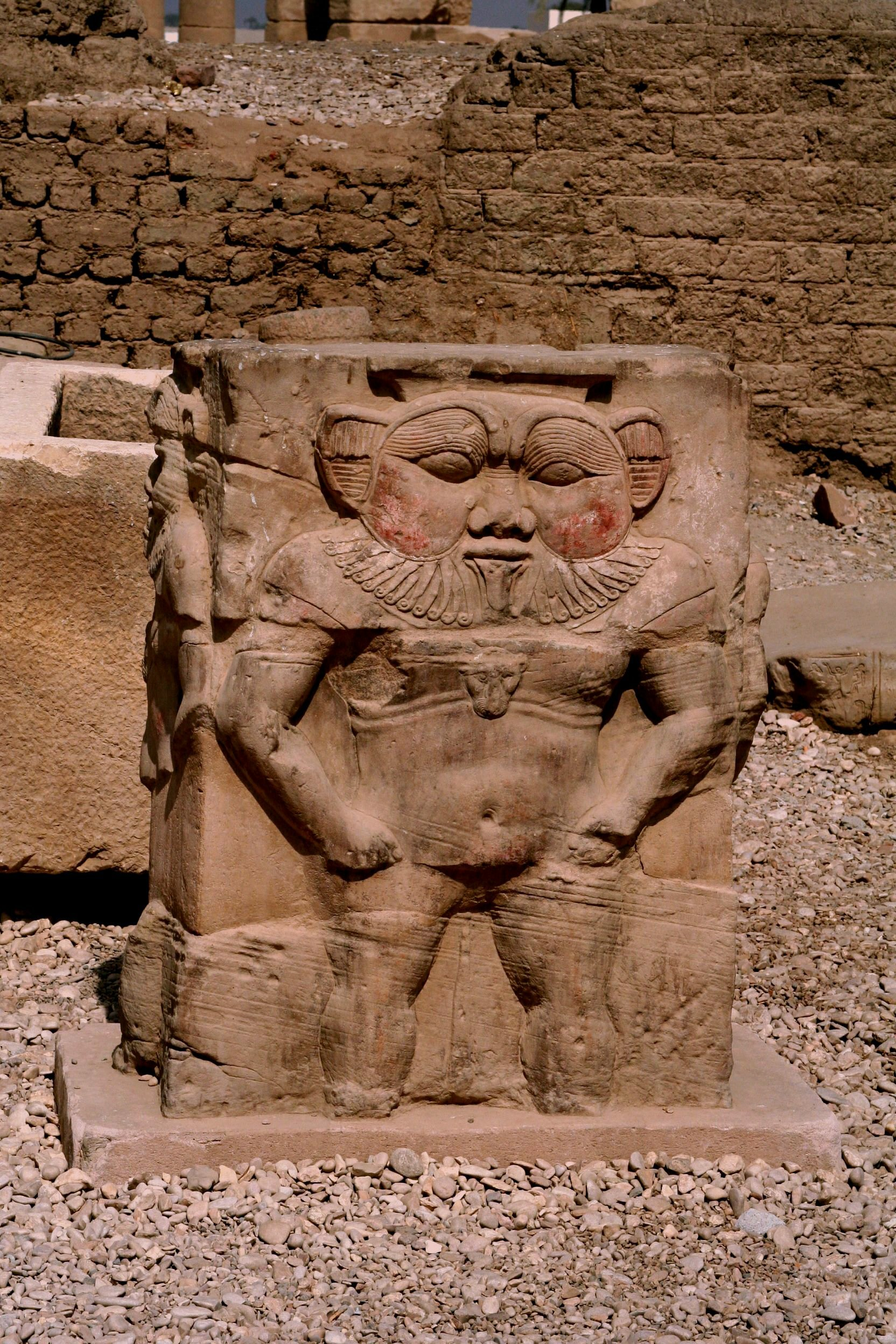
Mediorrelieve: imagen de Bes en Dendera.
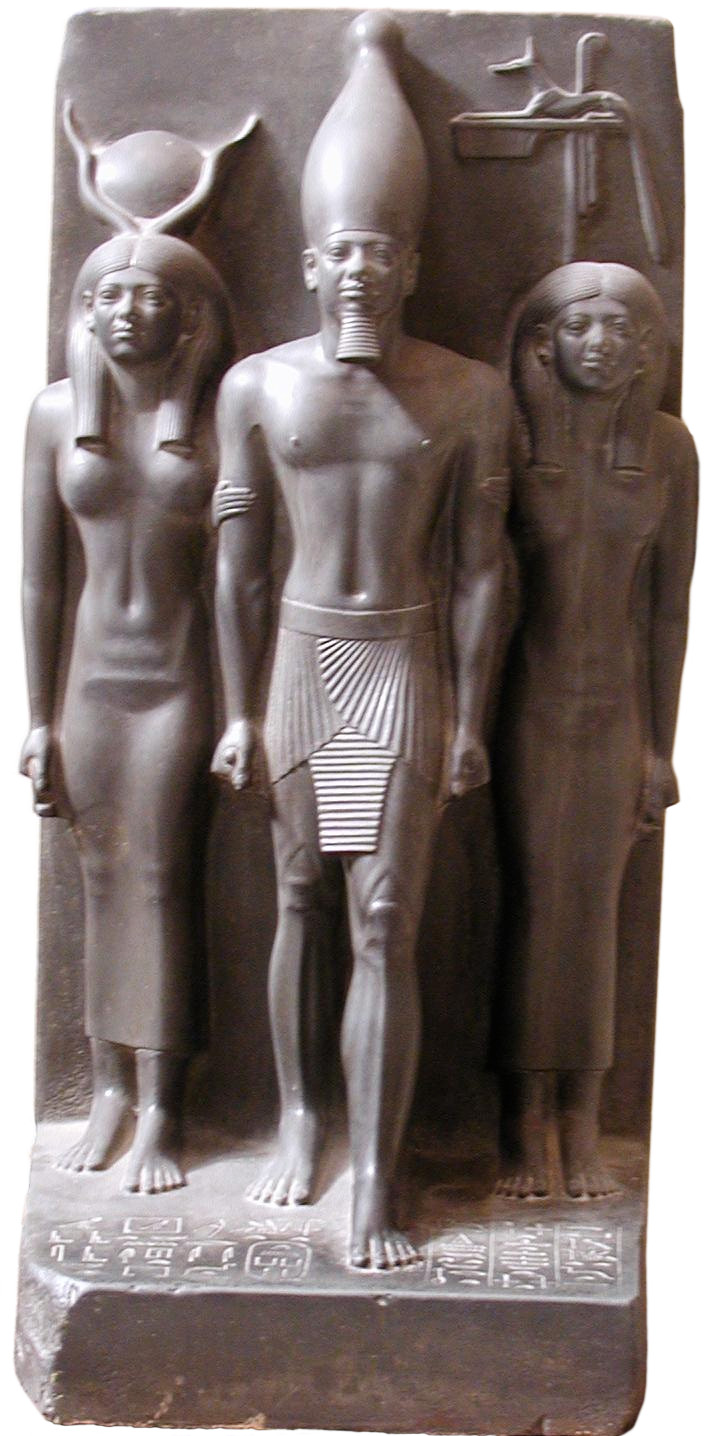
Altorrelieve: la tríada de Micerino.